# دایچی آکییاما
دایچی آکییاما (انگلیسی: Daichi Akiyama؛ زادهٔ ۲۸ ژوئیهٔ ۱۹۹۴) بازیکن فوتبال اهل ژاپن است.
از باشگاه‌هایی که در آن بازی کرده‌است می‌توان به باشگاه فوتبال سرزو اوساکا اشاره کرد.